# Schutzplanke

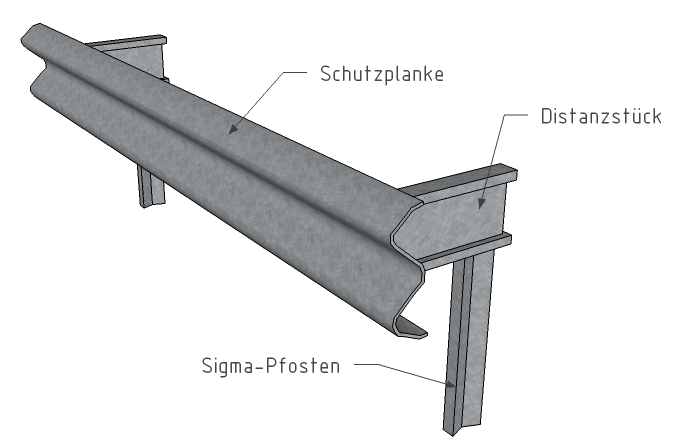
Bauteile einer Distanzschutzplanke mit A-Profil

Eine Schutzplanke (alltagssprachlich und in der Schweiz fachsprachlich, auch Leitplanke, in Österreich auch Leitschiene) ist eine passive Schutzeinrichtung (Rückhaltesystem) aus zumeist Stahl an Straßen. Sie dient dazu, einerseits das Abkommen eines Fahrzeugs von der Fahrbahn zu verhindern und andererseits Bereiche außerhalb der Fahrbahn vor einem Fahrzeuganprall zu schützen.

## Entwicklung und Funktionsweise
Überschreitungen der äußeren Straßenbegrenzungen, ob markiert oder unmarkiert, zählten seit dem Aufkommen des Straßenverkehrs, später des Automobilverkehrs, zu den häufigsten Gefahrensituationen. Sie führten aber bei der Vielzahl der Vorkommnisse nur sehr selten zu Unfällen, wodurch die Gefahr vom Fahrer subjektiv herabgesetzt empfunden wird. Während des Fahrens wird ein möglicher Unfall vor allem durch die Wahrscheinlichkeit seines Auftretens, weniger aber durch die zu erwartende Schwere seiner Folgen bewertet. Dies wurde vor allem im Motorsport sichtbar, der unter hoher Geschwindigkeit bei stetig steigendem Zeitdruck durchgeführt wird und der die allgemeine Entwicklung im Straßenverkehr exemplarisch vorwegnahm. Bis auf einige historische Ausnahmen wurden zunächst im Motorsport Schutzplanken flächendeckend eingeführt, die an Stellen mit zu erwartenden schweren Unfällen positioniert waren, darunter Außenkurven an Hanglagen, Straßen mit Baumbewuchs sowie an Orten mit höherer Zuschauerfrequentierung. Aus Sicht des Fahrers entstand zunächst ein berechenbares, optisch gut erkennbares Hindernis und im Falle eines Unfalls eine physikalische Sperre, die das Fahrzeug vor schwererem Schaden schützt, wie er beim Herabfallen in Schluchten oder bei Kontakt mit Pflanzenbewuchs eintritt.
Auch im konventionellen Straßenverkehr setzten sich Schutzplanken zunächst an besonderen Gefahrenstellen durch. Heute ist ein Großteil vieler Außerortsstraßen mit Schutzplanken gesichert, so auch an Autobahnen, die standardmäßig die beiden Fahrtrichtungen voneinander trennen – mitunter in Form von Betonschutzwänden, die dem Gegenverkehr höheren Schutz bieten. Bei zunehmend weiter Verbreitung dieser Schutzeinrichtung wird heute vor allem auch über die sinnvollste Form diskutiert. Im unteren Bereich geschlossene Installationen werden häufig als sicherer angesehen, sind aber oft teurer in der Anschaffung und können deshalb nur in geringerer Stückzahl bereitgestellt werden.
Rein statistisch gesehen führen Schutzplanken bei bestimmten Fahrstilen zu häufigerem Sachschaden, der sich allerdings überwiegend auf kleinere Schrammen und leichte Blechschäden begrenzt. Die Zahl der schwerwiegenden Unfälle allerdings wird durch die physikalische Sperre einerseits, aber auch durch das Lernverhalten der Fahrer (Lernen aus Fehlern und Lernen am Beispiel) vermindert, da die Straßenbegrenzung in Erwartung des teuren Sachschadens ernster genommen wird. Für Rad- und Motorradfahrer stellen Schutzplanken ein mögliches Gefahrenpotential dar, da diese über die Planke kippen oder unter ihr hindurch rutschen können. Des Weiteren besteht für diese Gruppe von Personen bei einem Unfall das Risiko, an einen Pfosten zu prallen.
Frühe Schutzplankensysteme waren starr aufgebaut und konnten keine Energie aufnehmen. Nachgiebige, durch Verformung Energie aufnehmende Systeme wurden in den USA entwickelt und nach 1950 in Deutschland eingeführt.
1955 wurde die erste Schutzplankenstrecke in Deutschland aufgebaut. Der Ruhrschnellweg (heute A 40) bei Bochum war das Pilotprojekt. Seit 1960 gibt es ein Regelwerk für die Anordnung im Autobahn-Mittelstreifen. Allein im Jahre 1962 wurden an bundesdeutschen Straßenrändern 2000 Kilometer Schutzplanken montiert. Bis Ende 1964 sollten nach damaliger Planung alle Bundesautobahnstrecken mit Schutzplanken auf den Mittelstreifen versehen sein.

## Aufbau

### Material

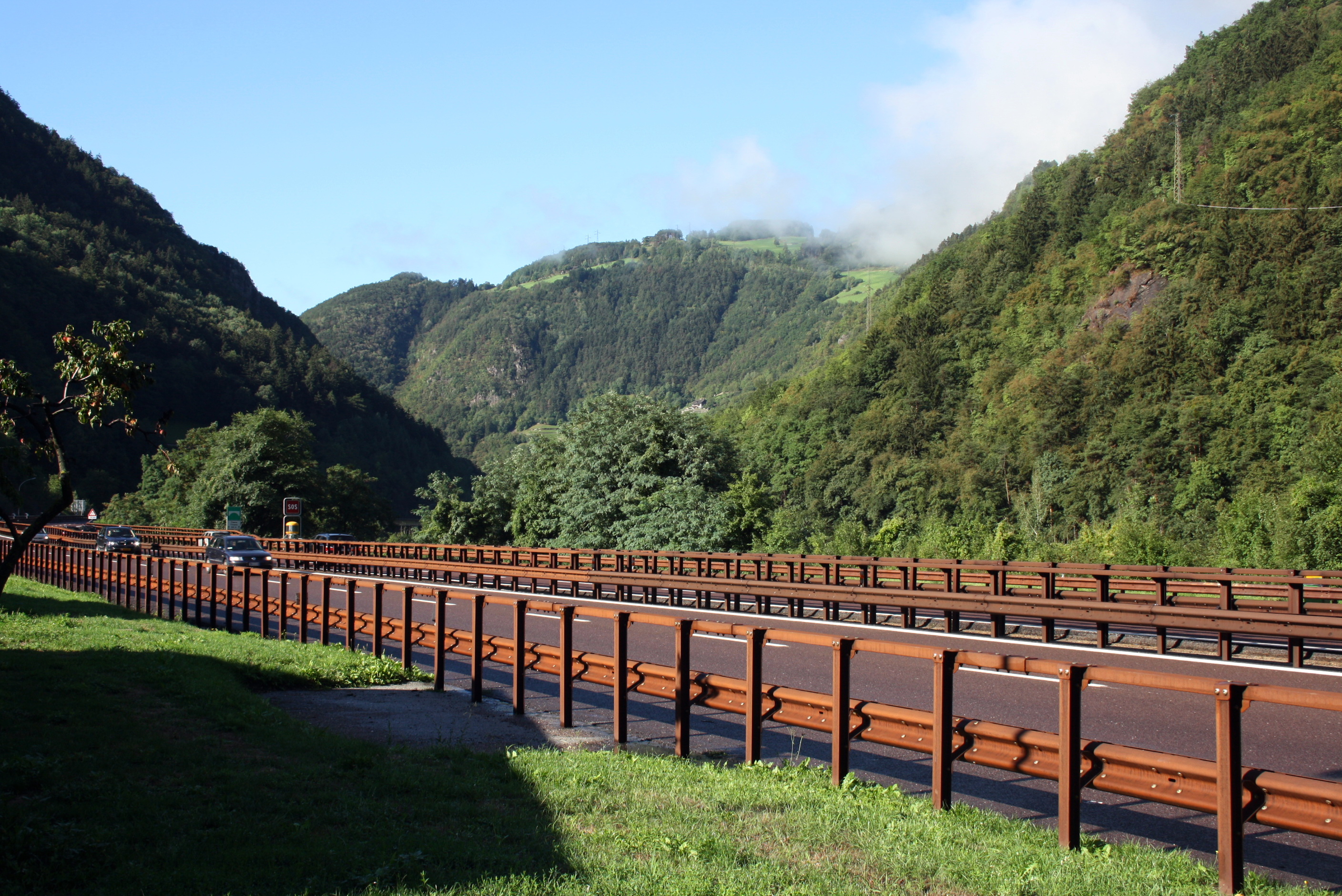
Leitplanken der Brennerautobahn in Italien aus Cortenstahl

Meistens werden Schutzplanken aus Stahl hergestellt. In Österreich wurde lange Zeit Aluminium für Schutzplanken (sowohl Planken als auch die Steher) verwendet. Es kam jedoch häufiger vor, dass die Alu-Leitschienen bei Unfällen brachen. Stahl ist im Vergleich zu Aluminium für Schutzplanken deutlich besser geeignet, weil er höhere Kräfte aushält und somit formstabiler ist. Die von der staatseigenen Austria Metall AG (AMAG) hergestellten Alu-Schutzplanken durften deshalb seit 1997 nicht mehr für Neubauten eingesetzt werden und wurden in den 2000er Jahren auch im Bestand durch Stahlleitschienen und Betonwände ersetzt.
Stahlschutzplanken werden üblicherweise feuerverzinkt, um sie vor Korrosion zu schützen. An der italienischen Brennerautobahn A22 werden stattdessen Schutzplanken aus Cortenstahl verwendet.

### Komponenten

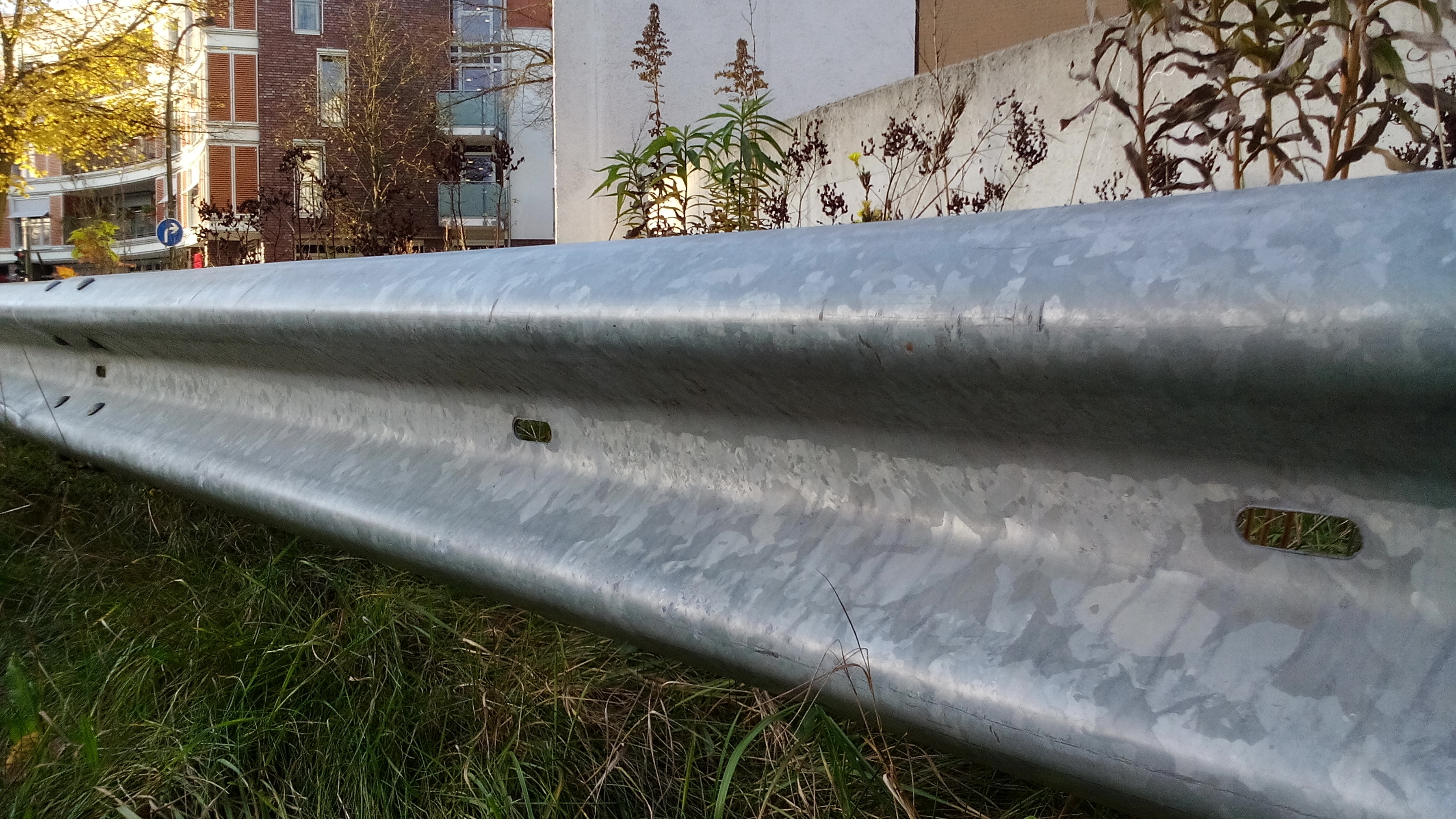
A-Profil

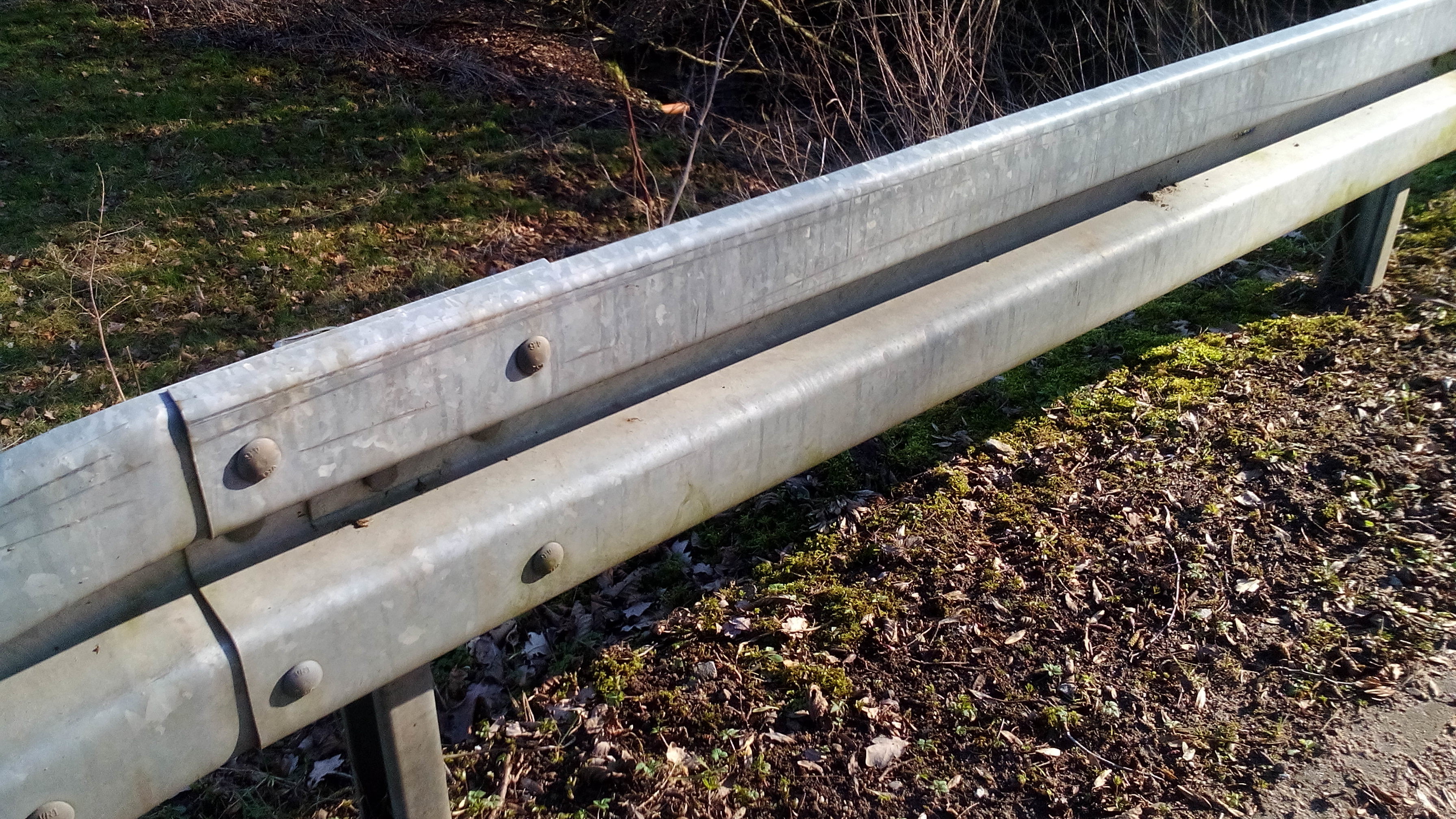
B-Profil

Gewöhnliche Stahlschutzplanken können je nach Bauform aus folgenden Komponenten bestehen:
Pfosten
Pfosten verankern die Schutzplanke im Untergrund. Üblicherweise werden die Pfosten in den Boden gerammt. Bei festem Untergrund (beispielsweise bei Montage auf Brückenbauwerken oder Kronen von Stützmauern) können die Pfosten mithilfe einer Fußplatte darauf verschraubt sein. Eine weitere Möglichkeit ist, die Schutzplankenpfosten in Hülsen zu verankern (z. B. bei der Sicherung von Mittelstreifenüberfahrten in Baustellen).
 Der Querschnitt der Pfosten kann als I-Profil oder Sigma-Profil ausgebildet sein. Der Querschnitt misst dabei üblicherweise 55 × 100 Millimeter (IPE-100- bzw. SIGMA-100-Pfosten).
 Der Pfostenabstand variiert unter anderem je nach Einsatzort und erforderlicher Aufhaltestufe. Verbreitet sind Schutzplanken mit Pfostenabständen von 1,33 m, 2,00 m oder 4,00 m.
Holm

Die Holme sind senkrecht zu den Pfosten angebracht und verlaufen parallel zur Fahrtrichtung. Ein Holm ist in der Regel vier Meter lang und kann zum Folgen von Kurven im nötigen Radius gebogen werden. Die Enden zweier Holme werden als überlappender Stoß an einem Pfosten verschraubt.
Es existieren zwei Holmprofile bei Stahlschutzplanken:
Das im Querschnitt wellenförmige A-Profil (Armco Flex-Beam guard rail, USA Patent Nr. 1,989,763) war das erste Profil von Schutzplanken. Es wurde 1933 von der Sheffield Steel Corporation in Kansas, USA entwickelt, die kurz darauf von der Armco (= American Rolling Mill Company) übernommen wurde. Es wird in den meisten europäischen Ländern verbaut (z. B. Österreich, Schweiz, Frankreich oder vereinzelt auch in Polen), in Deutschland in den Bundesländern Rheinland-Pfalz, Schleswig-Holstein, Bremen, Niedersachsen, Hamburg, vereinzelt auch in Nordrhein-Westfalen, Berlin und Bayern.
Das eckige B-Profil wurde später als das A-Profil entwickelt. Es wird hauptsächlich in Polen, Dänemark, Kroatien, Israel, der Türkei und in verschiedenen deutschen (vor allem in den neuen) Bundesländern verbaut. Die Bezeichnung geht zurück auf den Namen „Bethlehem Safety-Beam“ des Herstellers Bethlehem Steel Corporation, der dieses Profil zuerst auf den Markt brachte.
Die Blechdicke beträgt üblicherweise 3 mm.
Abstandhalter und Distanzstück
Abstandhalter kommen bei einfachen Distanzschutzplanken und Distanzstücke bei doppelten Distanzschutzplanken zum Einsatz. Sie haben je nach Anforderung unterschiedliche Längen und werden mithilfe der Pfostenklaue am Pfosten befestigt. Die Holme sollen dann möglichst senkrecht an Abstandhalter oder Distanzstück angebracht werden. Während am Abstandhalter nur an einer Seite Holme angebracht werden können und auf der anderen Seite meist Abspanngurte befestigt sind (einfache Distanzschutzplanke), tragen Distanzstücke an beiden Seiten Holme (doppelte Distanzschutzplanke).
Stützbügel
Die Stützbügel werden bei einfachen Schutzplanken verbaut. Sie werden entweder gemeinsam mit dem Holm direkt an den Pfosten oder an die Pfostenklaue montiert und sollen die äußeren (oben und unten liegenden) Bereiche des Holms stabilisieren.
Abspanngurt
Abspanngurte sind Stahlbänder und erhöhen die Stabilität und Sicherheit der Schutzplanke, indem deren „Zugbandwirkung“ im Schadensfall erhöht wird. Die Abspanngurte werden bei einfachen Distanzschutzplanken am der Straße abgewandten Ende des Abstandhalters verschraubt.

### Bauformen
Grundsätzlich wird zwischen einfachen (einseitigen) und doppelten (zweiseitigen) Schutzplanken unterschieden. Diese können als Distanzschutzplanke ausgeführt sein. Zudem existieren Sonderformen und zusätzliche Ausstattungen.
einfache Schutzplanke
Die einfache Schutzplanke (ESP) hat nur auf einer Seite Rückhaltewirkung. Sie besteht in der Regel aus Pfosten, Holm und Stützbügel. Wird sie als Distanzschutzplanke (EDSP) gebaut, werden zusätzlich Abstandhalter und Abspanngurt montiert.
doppelte Schutzplanke
Doppelte Schutzplanken (DSP) können Fahrzeuge auf beiden Seiten zurückhalten. Sie werden vor allem auf schmalen Mittelstreifen bei Straßen mit baulich getrennten Richtungsfahrbahnen eingesetzt (meist als Distanzschutzplanke, DDSP).
Super-Rail
Super-Rails haben oberhalb des eigentlichen Holms (A- oder B-Profil) einen weiteren, etwas zurückgesetzten rechteckigen Holm, der an den im Vergleich zu den herkömmlichen Schutzplanken längeren Pfosten angebracht ist. Auch die Art der Befestigung des unteren Holms ist davon verschieden. Super-Rails werden häufig an besonders gefährlichen Stellen eingesetzt, beispielsweise auf Bauwerken oder nah an der Fahrbahn befindlichen Hindernissen (z. B. Brückenpfeiler im Mittelstreifen, Betonfundamente von Schilderbrücken etc.), sind aber aufgrund des höheren Materialeinsatzes teurer.
zusätzliche Ausstattungen
An kritischen Stellen kann ein Unterfahrschutz für Motorradfahrer angebracht werden (häufig in Form eines weiteren, niedrig über dem Boden angebrachten Holms). Einige Hersteller bieten außerdem Fußgänger-Gleitschutzeinrichtungen und Geländeraufbauten für die rückwärtige Seite von Schutzplanken an, falls diese dicht neben einem parallel zur Straße verlaufenden Geh-/Radweg eingebaut sind.

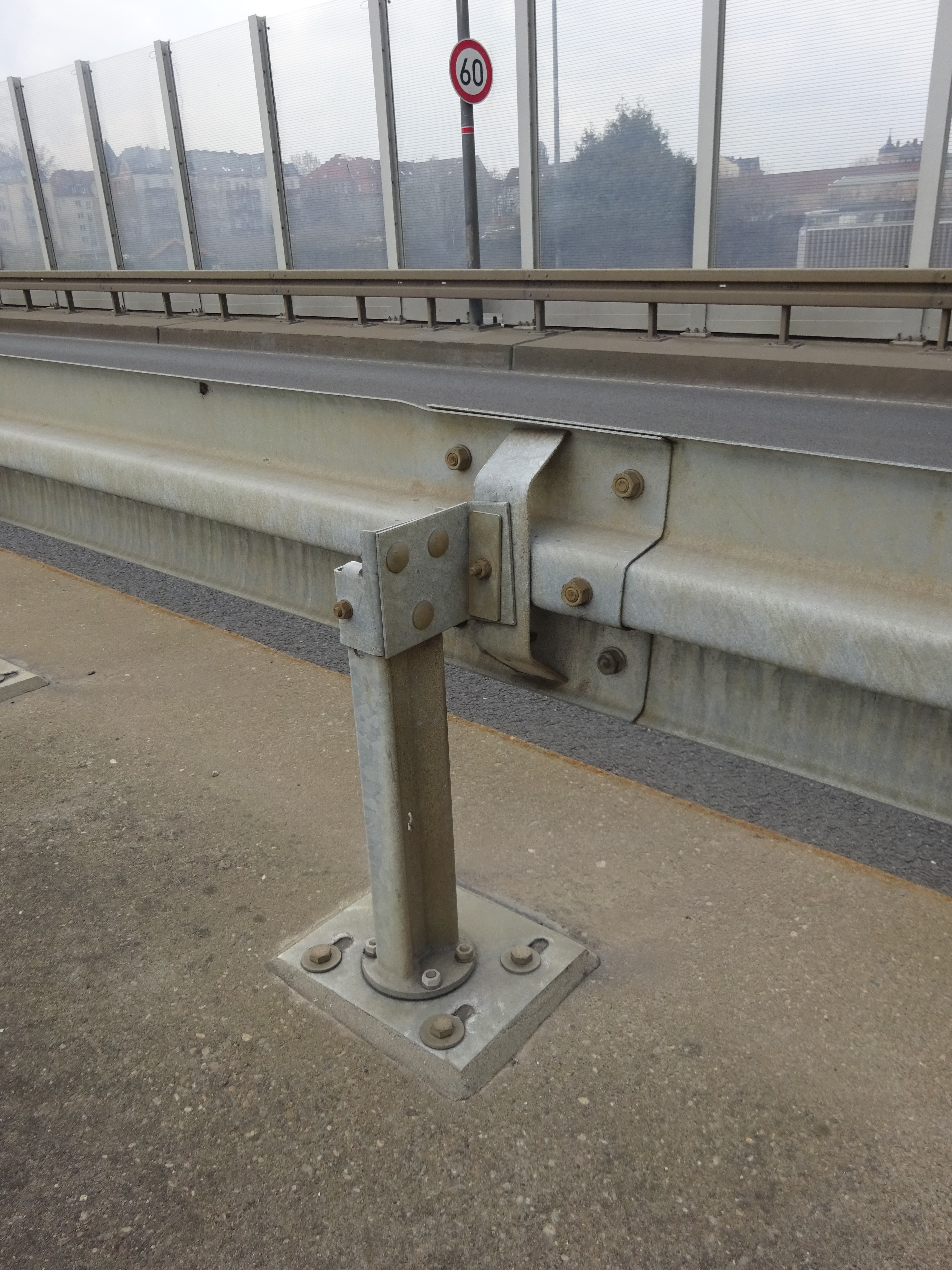
Einfache Schutzplanke
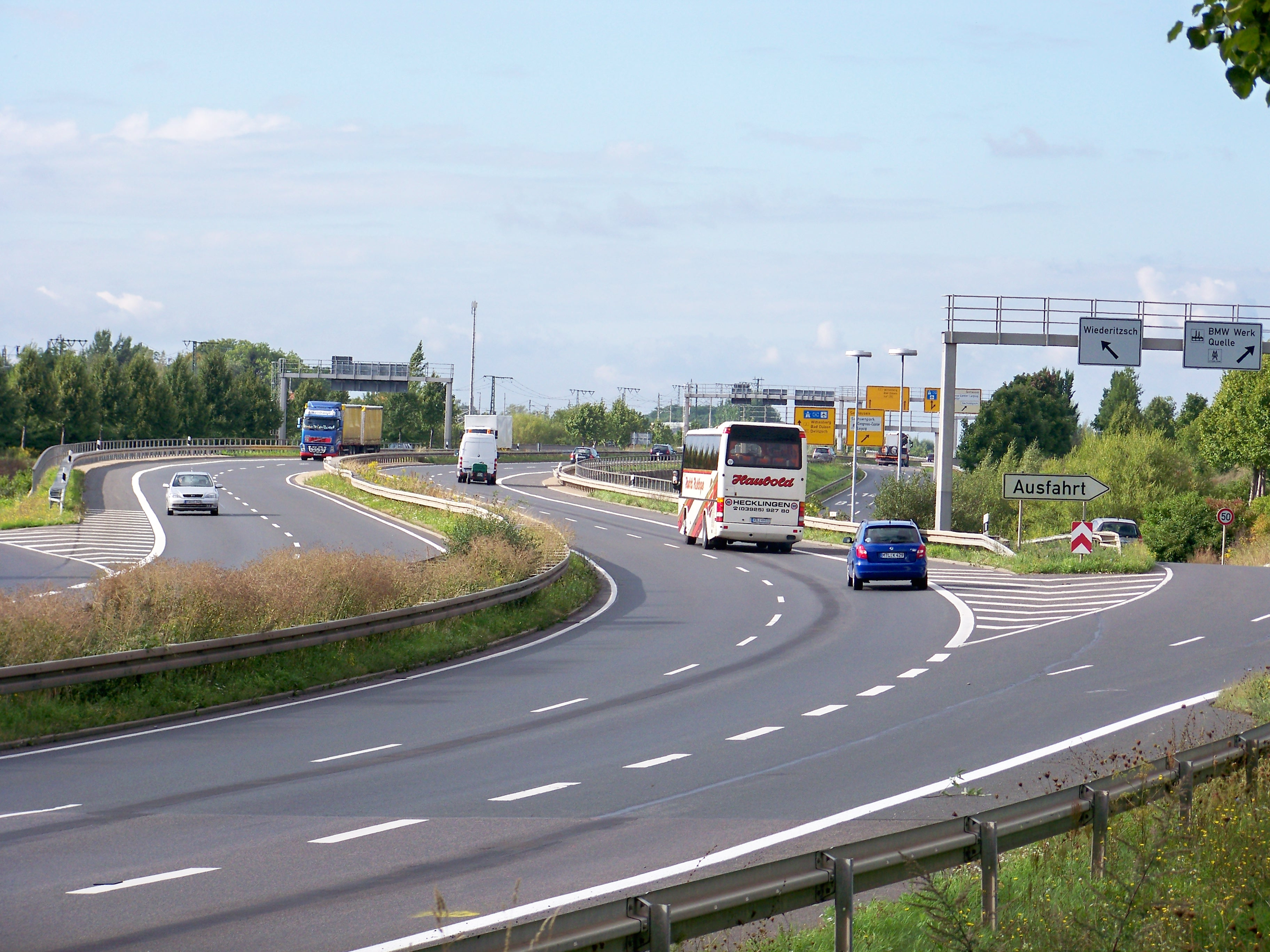
Einfache Schutzplanke (vorn) und einfache Distanzschutzplanke (im Mittelstreifen)
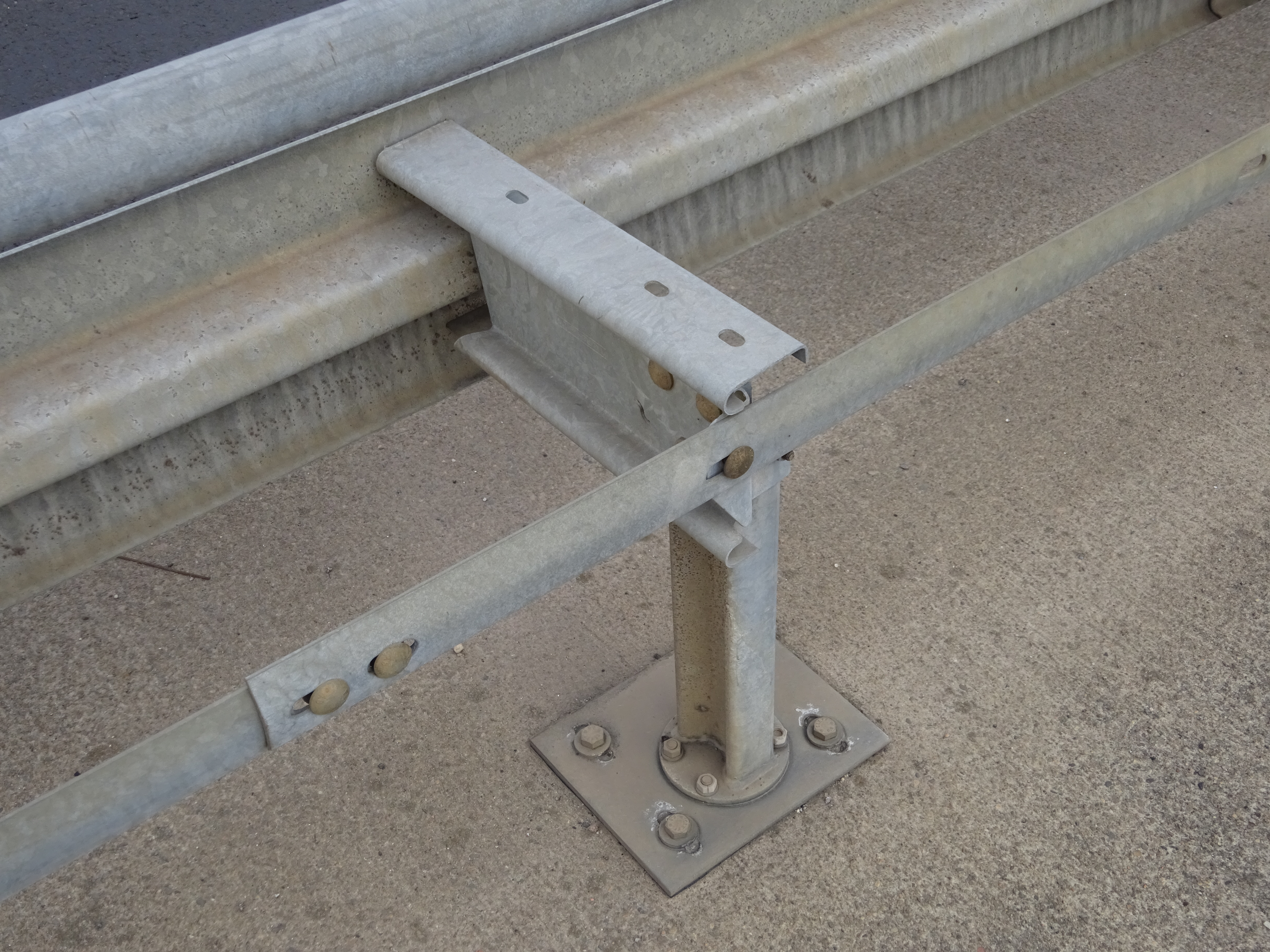
Einfache Distanzschutzplanke
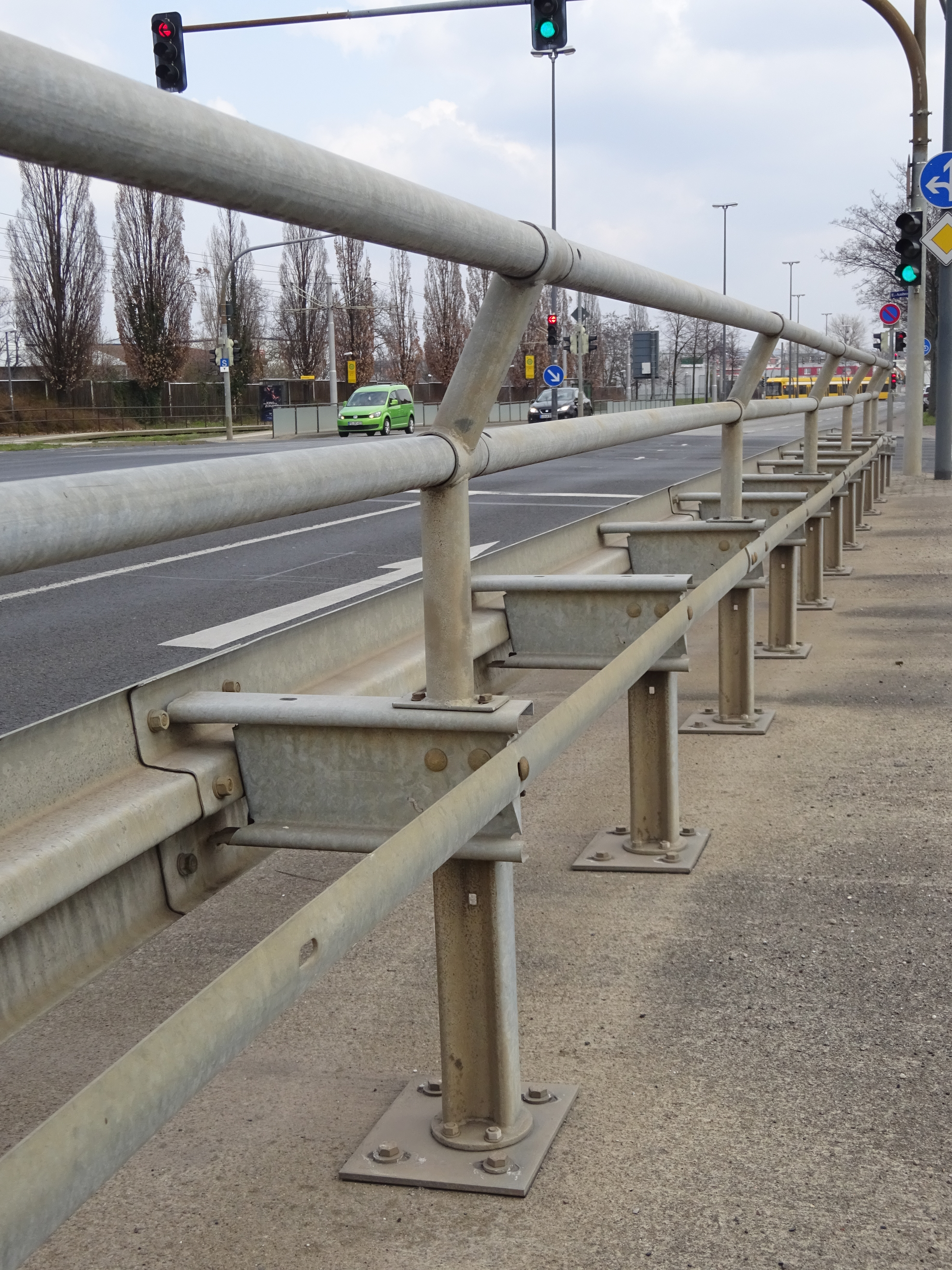
Einfache Distanzschutzplanke mit Geländer
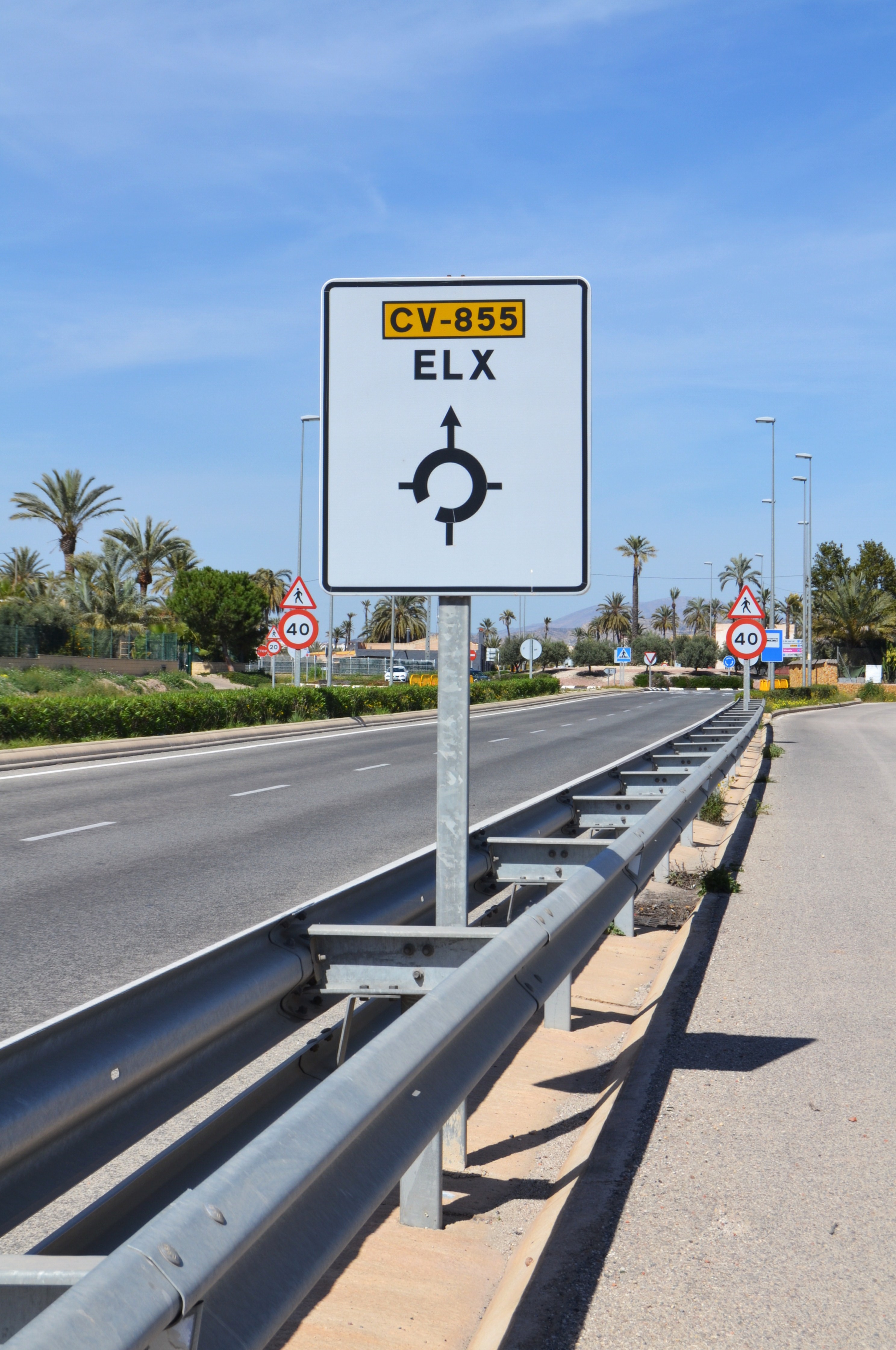
Doppelte Distanzschutzplanke in Spanien
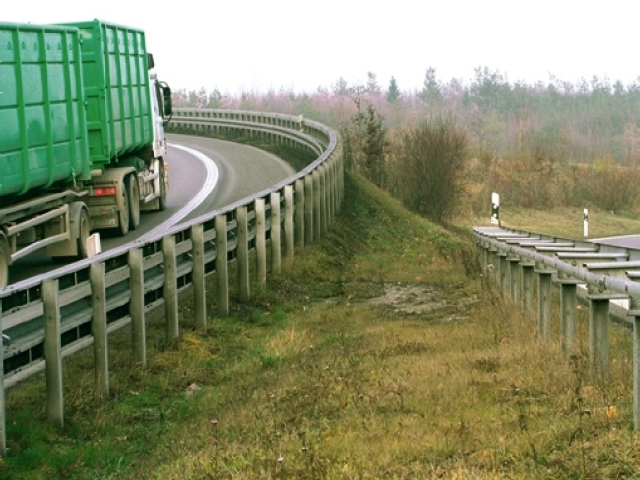
Super-Rail (links) und einfache Distanzschutzplanke (rechts)

### Übergangskonstruktionen
Wenn Schutzplanken beginnen oder enden oder von einer Bauform in eine andere gewechselt wird, sind Übergangs- bzw. Beginn- und Endkonstruktionen erforderlich. Am Beginn und Ende von Schutzplanken werden deren Holme entweder schrägwinklig zum Boden geführt oder um die Stützkonstruktion der Schutzplanke herum gebogen, um ein gerades Auffahren darauf zu vermeiden. Darüber hinaus gibt es Übergangskonstruktionen für den Wechsel zwischen einfacher und doppelter (Distanz-)Schutzplanke, beispielsweise für Engstellen, oder für Beginn und Ende von Abschnitten mit Super-Rails.

## Probleme und Alternativen

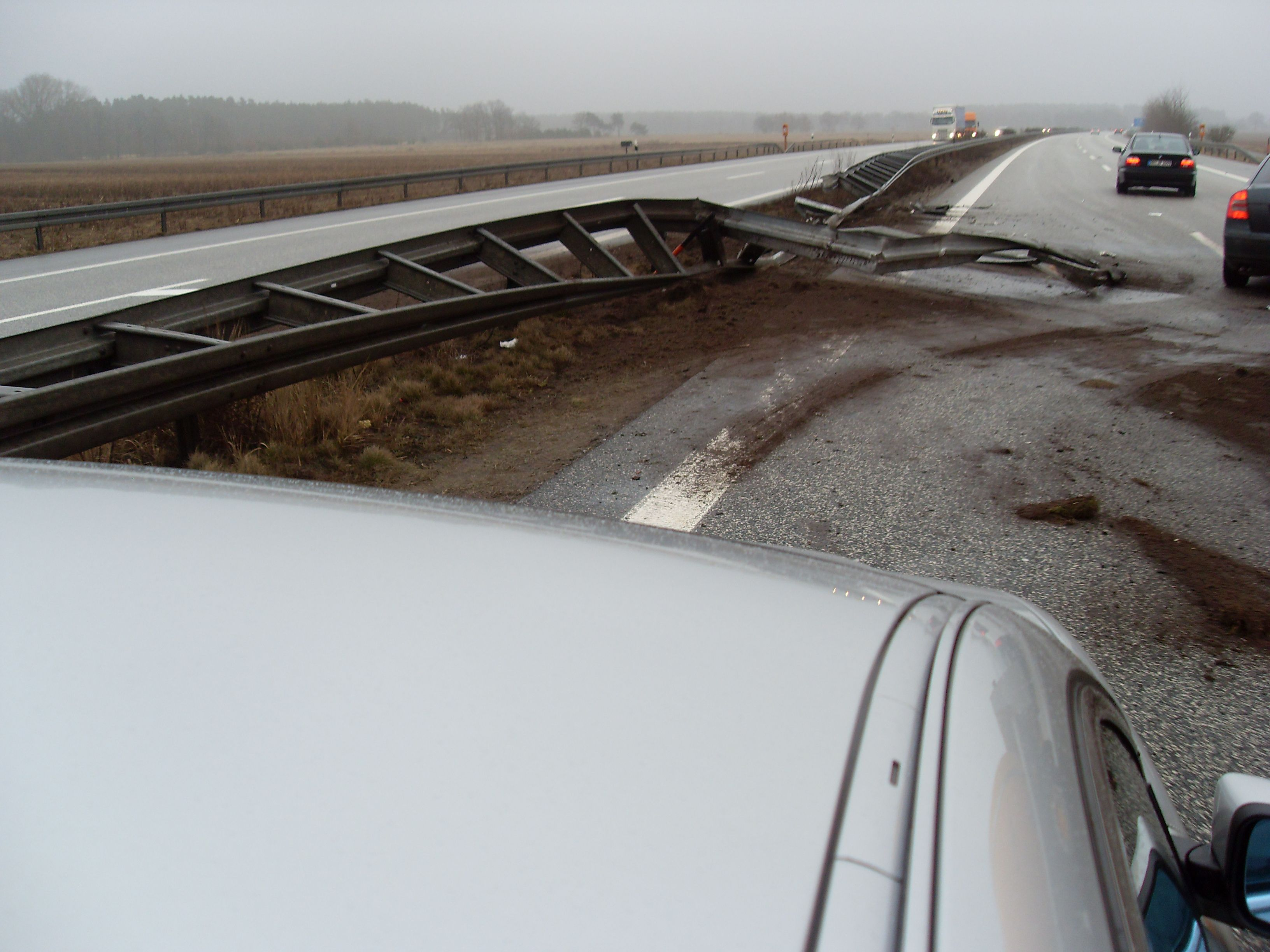
Von einem LKW durchbrochene mittlere Schutzplanke auf der A 24

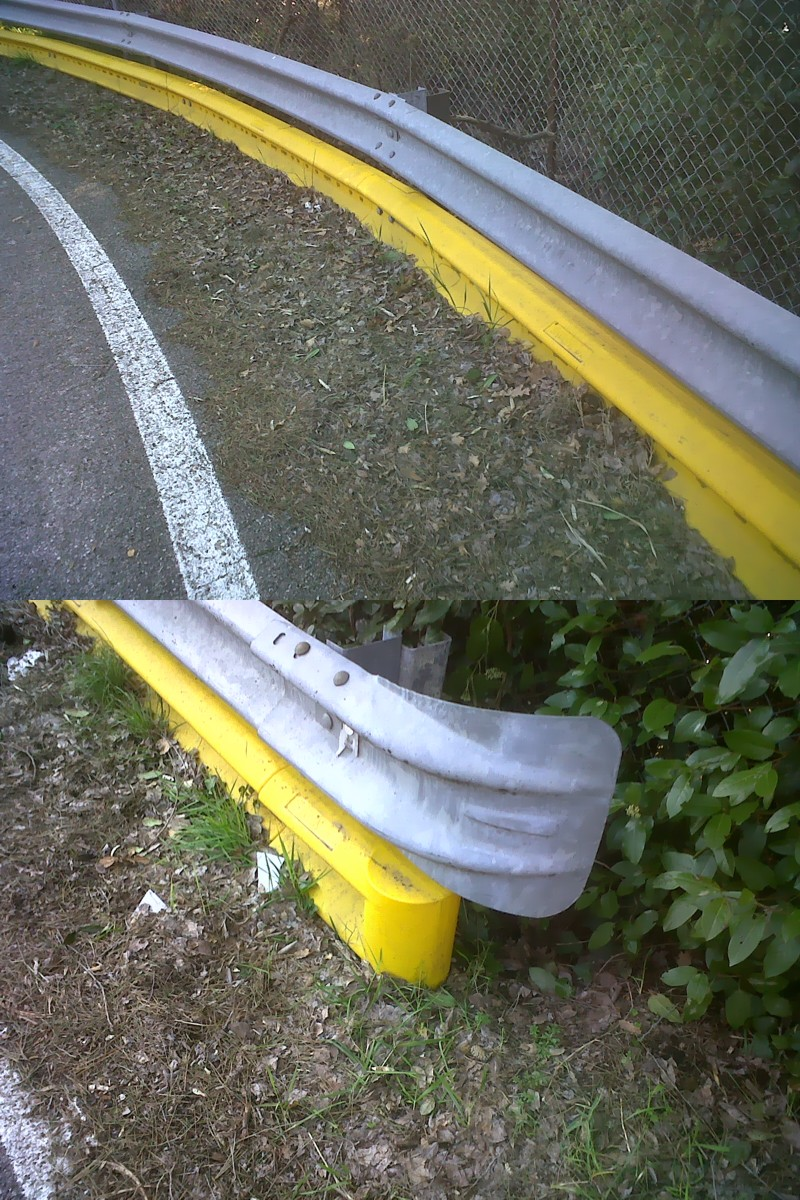
Schutzplanke mit Unterfahrschutz

Die Verwendung von Schutzplanken in ihrer jetzigen Form wird insbesondere von Motorradfahrern kritisch gesehen. Selbst bei Stürzen mit niedriger Geschwindigkeit kann es zum Durchrutschen unter der Planke und durch Hängenbleiben an den Pfosten zu schwersten Verletzungen kommen. Typisch sind hierbei Amputationsverletzungen, in schlimmsten Fällen bis hin zur Enthauptung. Derartige Verletzungen sind auch beim Durchrutschen niedriger Sportwagen möglich, wobei der Aufprall auf die Schutzplanke insbesondere bei Cabrios schon bei niedrigen Geschwindigkeiten sehr viel höhere Personenschäden nach sich zieht als wenn gar keine Planke vorhanden wäre.
Die Bauhöhe der Stahlschutzplanken kann nicht immer verhindern, dass LKW über sie hinweg oder durch sie hindurch geraten können. Selbst die doppelte Ausführung der Mittelschutzplanken kann einen vollbeladenen LKW nicht auf seiner Fahrbahn halten. Eine Betonschutzwand kann von LKW unabhängig vom Aufprallwinkel nicht durchbrochen werden. Für Personenkraftwagen ist sie aber, da sie bei Krafteinwirkung nicht nachgibt, viel gefährlicher. Ein Aufprall auf eine Betonschutzwand hat starke Verformungen der Karosserie und hohe Beschleunigungskräfte auf die Insassen zur Folge.
Eine Schutzplanke nimmt kinetische Energie auf und absorbiert sie durch ihre eigene Verformung; eine Betonschutzwand kann dies nicht. Das Abprallen und Zurückschleudern eines PKW ist deshalb bei ihr stärker.
Höhere Sicherheit auch für diese Verkehrsteilnehmer zu erreichen, ist Bestandteil der aktuellen Unfallforschung.

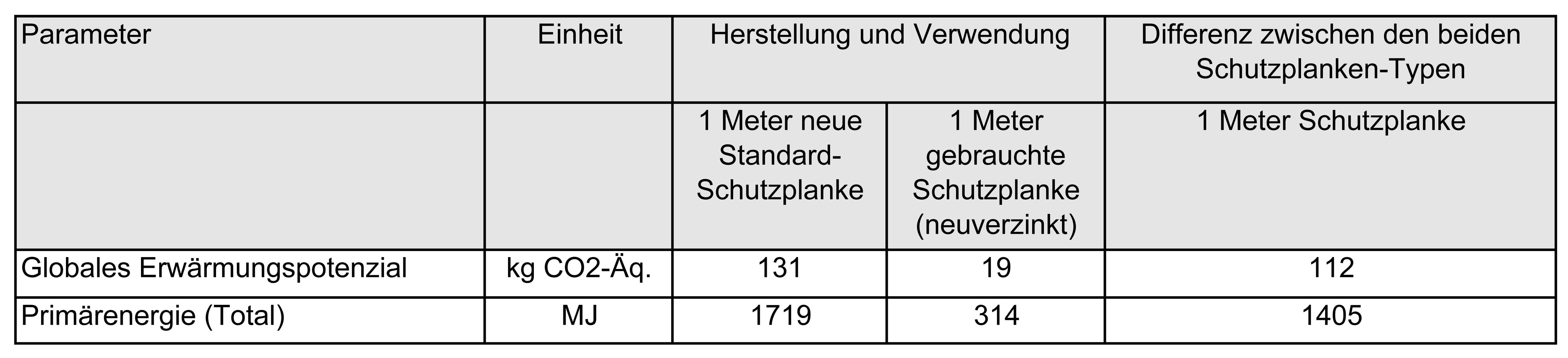
Ökobilanzieller Vergleich von neuen und neuverzinkten Schutzplanken

## Neuverzinken von Schutzplanken
Eine Ökobilanzstudie (LCA) des niederländischen Forschungsinstituts CE Delft zeigt die Nachhaltigkeit des Neuverzinkens von Schutzplanken. Die Verwendung von neuverzinkten Autobahn-Schutzplanken (inkl. Transport sowie De- und Neumontage) weist einen fünfmal geringeren CO2-Fußabdruck sowie einen fünfmal geringeren Primärenergieverbrauch auf als der Ersatz durch neue Schutzplanken. Pro Meter neuverzinkter Schutzplanken werden so 112 kg CO2 und 1405 MJ Energie eingespart.

## Normen und Vorschriften

### Europa
- Vor der Zulassung eines Schutzplanken-Systems hat dieses die Prüfungen nach EN 1317-1 bis 1317-4 Rückhaltesysteme an Straßen[10] zu durchlaufen und zu bestehen.

### Deutschland
- Richtlinien für passiven Schutz an Straßen durch Fahrzeug-Rückhaltesysteme (RPS)
- Zusätzliche Technische Vertragsbedingungen und Richtlinien für passive Schutzeinrichtungen (ZTV-PS)
- Technische Lieferbedingungen für Stahlschutzplanken (TL-SP 99)
- Güte- und Prüfbestimmungen für Fahrzeugrückhaltesysteme an Straßen aus Stahl – Stahlschutzplankensysteme (RAL-RG 620)[11]
- Technische Lieferbedingungen für Schutzplankenpfostenummantelungen (TL-SPU 93)

### Österreich
- RVS 05.02.30 – Rückhaltesysteme
- RVS 08.23.05 – Leitschienen aus Stahl (Mai 2005)
- RVS 15.04.71 – Fahrzeugrückhaltesysteme (Oktober 2009)[12]

### Schweiz
- SN 640 561 – Passive Sicherheit im Strassenraum; Fahrzeug-Rückhaltesysteme
- SN 640 567-1 – Rückhaltesysteme an Strassen – Teil 1: Terminologie und allgemeine Kriterien für Prüfverfahren
- SN 640 567-2 – Rückhaltesysteme an Strassen – Teil 2: Leistungsklassen, Abnahmekriterien für Anprallprüfungen und Prüfverfahren für Schutzeinrichtungen
- SN 640 567-3 – Rückhaltesysteme an Strassen – Teil 3: Leistungsklassen, Abnahmekriterien für Anprallprüfungen und Prüfverfahren für Anpralldämpfer
- SN 640 567-4 – Rückhaltesysteme an Strassen – Teil 4: Leistungsklassen, Abnahmekriterien für Anprallprüfungen und Prüfverfahren für Anfangs-, End- und Übergangskonstruktionen von Schutzeinrichtungen
- SN 640 567-5-NA – Anforderungen Rückhaltesysteme an Strassen – Teil 5: Anforderungen an die Produkte, Konformitätsverfahren und -bescheinigung für Fahrzeugrückhaltesysteme